# 25th Avenue
25th Avenue – stacja metra nowojorskiego, na linii D. Znajduje się w dzielnicy Brooklyn, w Nowym Jorku i zlokalizowana jest pomiędzy stacjami Bay Parkway i Bay 50th Street. Została otwarta 29 grudnia 1916.